# Portraits (Bury Tomorrow)
Portraits è il primo album in studio del gruppo metalcore britannico Bury Tomorrow, pubblicato nel 2009.

## Tracce
1. Confessions – 5:11
2. Evolution of Self – 3:34
3. You and I – 3:27
4. Her Bones in the Sand – 4:12
5. Repair the Lining – 2:53
6. Casting Shapes – 3:31
7. Factory of Embers – 4:16
8. Relief – 2:42
9. Anything with Teeth – 3:36
10. These Woods Aren't Safe for Us – 4:53
11. Portraits – 5:42
12. Waxed Wings – 4:37
13. The Western Front – 3:47
14. Breathe on Glass – 4:31